# Tephrosia amoena
Tephrosia amoena är en ärtväxtart som beskrevs av Ernst Meyer. Tephrosia amoena ingår i släktet Tephrosia och familjen ärtväxter. Inga underarter finns listade i Catalogue of Life.